# Křížky
Křížky jsou malá vesnice, část obce Malá Skála v okrese Jablonec nad Nisou. Nachází se asi 2,5 kilometru jižně od Malé Skály. Prochází zde silnice I/10. Křížky leží v katastrálním území Vranové II o výměře 1,77 km².

## Historie
První písemná zmínka o vesnici pochází z roku 1543.